# 朗加杜烏帕齊拉
朗加杜乌帕齐拉是孟加拉国蘭加馬蒂縣的一个乌帕齐拉，位於吉大港专区的蘭加馬蒂縣。。

## 人口
據1991年孟加拉國人口普查，朗加杜共有戶數10,571戶，人口54490人。其中男性佔比53.01%，女性佔比46.99%；成年人口26,617人。該地7歲以上人口之平均識字率為27.5%。